# Abadía de Santa María Arabona
La Abadía de Santa María Arabona fue un monasterio situado en la localidad de Manoppello (Provincia de Pescara, Italia).

## Historia
Fue fundado en 1209 de la abadía madre de le Tre Fontane en Roma, de la línea de la Abadía de Claraval.
La construcción comenzó en 1197, terminó en 1208 y la iglesia fue consagrada el 5 de enero de 1209.
Fue muy potente y tenía como una abadía hija la abadía de Santa María dello Sterpeto. Hubo una larga decadencia, hasta la disolución en 1587. De le 1587 a le 1808 fue habitado por los Franciscanos conventuales, hasta la nacionalización por José I Bonaparte. En 1968 la iglesia pasó a los Salesianos.